# Henriëtta van Pee
Henriëtta van Pee, även känd som Henriëtta Wolters-Van Pee, född 5 december 1692 i Amsterdam, död 3 oktober 1741 i Haarlem, var en nederländsk miniatyrmålare. 
Hon var dotter till målaren och konsthandlaren Theodorus van Pee (1668–1746) och Cornelia Pieters van Bassevelde, och gifte sig 1719 med sin kollega, målaren Hermanus Wolters (1682–1755). Hon tillhörde en konstnärsfamilj, var yrkesverksam från barndomen och kunde redan från början begära höga priser. Hon levde nästan hela sitt liv i Amsterdam, men var internationellt ryktbar och mottog beställningar från hela Europa och var populär bland samtidens kungafamiljer. 